# Zsuzsa Kovács
Zsuzsa Kovács (Hódmezővásárhely, 13 de noviembre de 1945) es una deportista húngara que compitió en natación. Ganó una medalla de bronce en el Campeonato Europeo de Natación de 1962 en la prueba de 4 × 100 m libre.

## Palmarés internacional
| Campeonato Europeo | Campeonato Europeo | Campeonato Europeo | Campeonato Europeo |
| Año                | Lugar              | Medalla            | Prueba             |
| ------------------ | ------------------ | ------------------ | ------------------ |
| 1962               | Leipzig (RDA)      | Medalla de bronce  | 4 × 100 m libre    |